# Aldeia dos Fernandes
 Aldeia dos Fernandes  ist eine portugiesische Gemeinde (Freguesia) im Kreis Almodôvar im Distrikt (Beja), mit einer Fläche von 21,3 km² und 515 Einwohnern (Stand 19. April 2021). Dies ergibt eine Bevölkerungsdichte von 24,2 Einwohnern/km².